# 昭和観光自動車

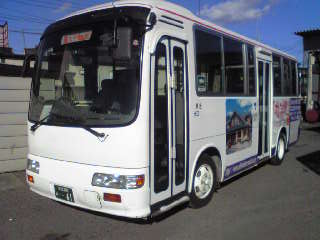
路線バスの車両
（2008年4月）

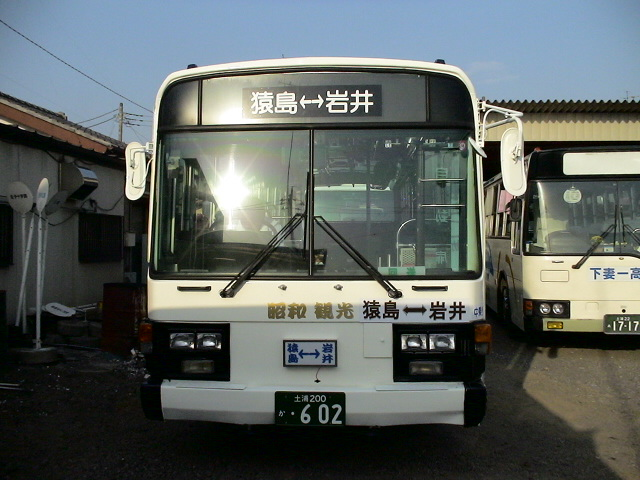
路線バスの車両
（2007年4月）

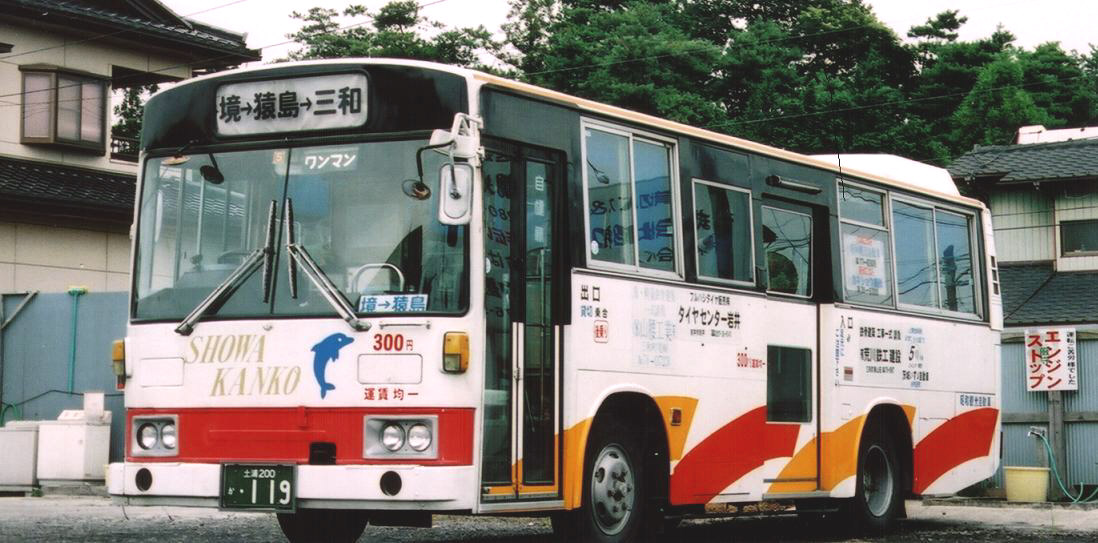
路線バスの過去の車両
（2001年8月）

株式会社昭和観光自動車（しょうわかんこうじどうしゃ）は、茨城県古河市に本社を置くバス事業者である。貸切バス・乗合バス・特定バス事業を行う。また子会社の有限会社カネショウ観光（カネショウかんこう）で旅行業を行う。会社設立はカネショウ観光の方が早い。
公益社団法人日本バス協会傘下の茨城県バス協会会員。

## 沿革
- 1982年（昭和年）3月31日 - 有限会社カネショウ観光を設立[1]。
- 1990年（平成2年）1月22日 - 株式会社昭和観光自動車を設立[1]。
- 1992年（平成4年）4月 - 一般貸切旅客自動車運送事業（茨城県区域）
- 2000年（平成12年） - 乗合旅客自動車運送事業（道路運送法21条適用、坂東市・境町）
- 2007年（平成19年） - 一般乗合旅客自動車運送事業（路線区域：坂東市・境町）
- 2007年（平成19年） - 貸切バスの営業区域拡張（栃木県小山市・野木町／埼玉県北川辺町・栗橋町）
- 2010年（平成22年） - 合併により貸切バスの営業区域拡張（埼玉県久喜市・加須市）

## 事業内容
貸切バス事業は、大型バス・中型バス・小型バスを所有する。
乗合バス事業は、小型バス（日野・ポンチョ、2ドアロングボディ）を使用する。茨城県坂東市および境町の公共施設や医療機関などを巡回する路線で、同社では「巡回路線バス」と称している。平日のみ一日4便運行、土休日は運休となる。フリー乗降区間はなく、バス停留所以外での乗降はできない。また停留所が道路の片側（片方向）にしか設置されていないため、バスの進行方向に合わせて、停留所の前または向かいで待つ。

## 路線バス
バス事業の規制緩和が実施された2000年（平成12年）より乗合バスの運行を開始し、2007年（平成19年）に一般乗合旅客自動車運送事業の許可を得た。以下の2路線を運行している。

### 路線
- 西坪生子線
  - 西坪広場 - さしま窓口センター - 猿島バスターミナル - 内野山小学校北側 - さしま窓口センター - 猿島バスターミナル - 境クリニック - MGMパワーセンター
- 清水丘内野山線
  - 清水丘診療所 - 猿島バスターミナル - さしま窓口センター - 坂東清風高校 - 坂東市役所 - 岩井局前 - 岩井バスターミナル - さしま健康交流センター（遊楽里）

### 運賃
- 運賃は均一制で、1乗車につき大人・小人とも200円。未就学児は無料[6]。
- 各種障害者手帳（身体障害者手帳・療育手帳・精神障害者保健福祉手帳）提示により、障害者およびその介助者は運賃無料となる[6]。
- 猿島バスターミナルで乗り継ぎが可能で、乗継券を車内で発行する[6]。
- 回数乗車券（200円×11枚綴り2,000円）を発売している[6]。
- 定期乗車券（1か月7000円）を発売している[6]。

## スクールバス
茨城県立下妻第一高等学校・附属中学校、茨城県立下妻第二高等学校、茨城県立古河第三高等学校、茨城県立境特別支援学校のスクールバスを運行している。2000年より茨城県内で初めて県立高等学校の生徒輸送を手がける。これにより、年々減少し廃止傾向にある路線バス網を補っている。